# Ferrovia dell'Alaska
La ferrovia dell'Alaska (in inglese Alaska Railroad) è la principale linea ferroviaria dell'Alaska.
Gestita dall'Alaska Railroad Corporation, la linea fu costruita al principio del Novecento e serve alcuni dei centri abitati dello stato federato, collegando da nord a sud le città di Fairbanks e Anchorage, con capolinea a Seward, sulla costa meridionale.
In funzione tutto l'anno, malgrado i lunghi periodi invernali, in estate la ferrovia costituisce anche un'attrazione turistica largamente utilizzata per visitare il vasto territorio che attraversa.

## Storia

### Genesi del progetto
Il progetto della linea ferroviaria nacque nel 1903 a Seward, piccolo centro portuale della penisola meridionale del Kenai, con la fondazione della Alaska Central Railway.
L'esigenza di dotarsi di questa infrastruttura ferroviaria fu principalmente suggerita dalla necessità di trasportare merci e posta verso l'entroterra fino a raggiungere il canale Turnagain da dove partivano le imbarcazioni che, navigando a favore di marea, proseguivano il tragitto verso Fairbanks.

### La prima espansione

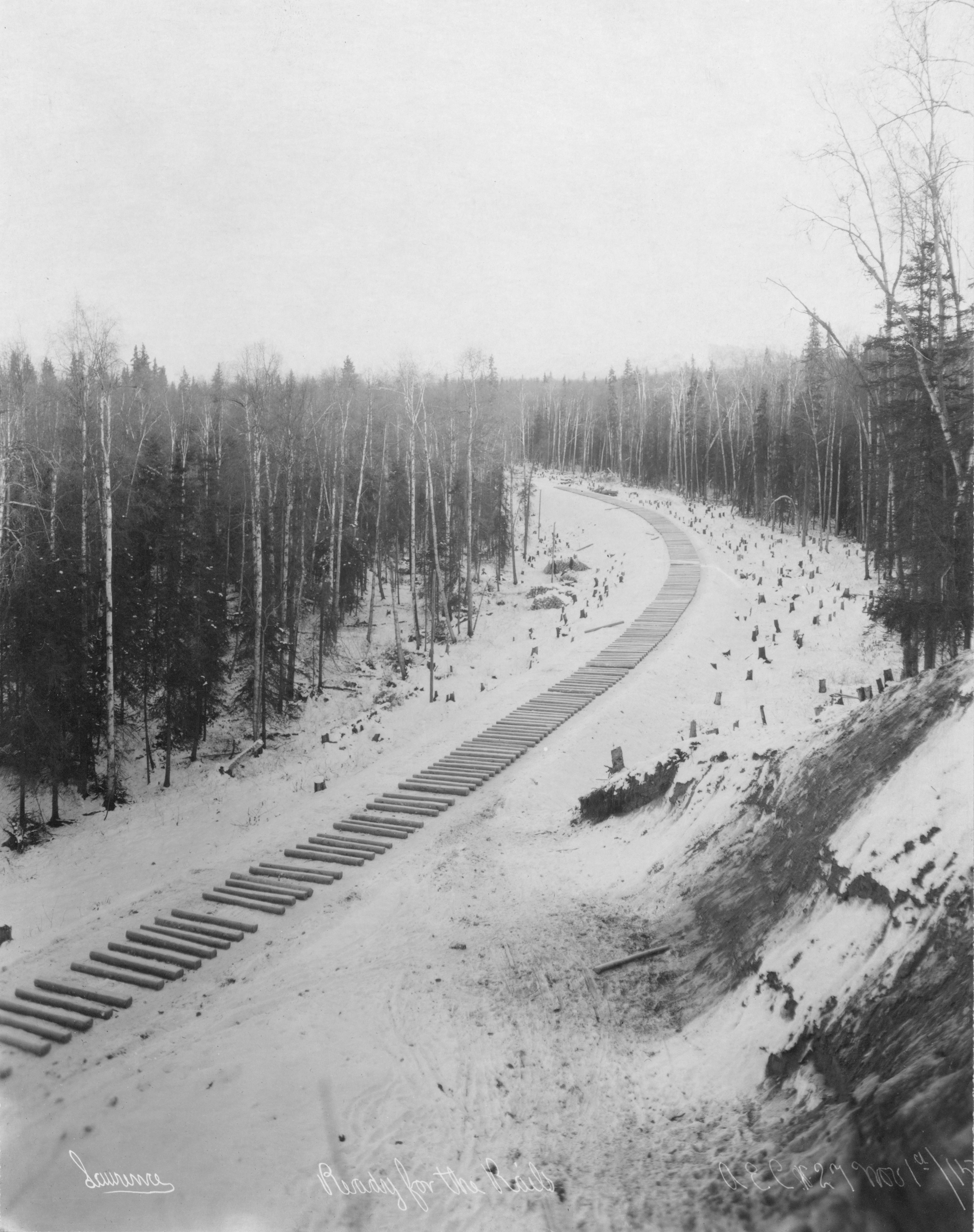
Un'immagine dei lavori di estensione della linea verso nord nel 1915

Nel 1909 la Northern Alaska Railroad acquistò la Alaska Central Railway estendendo la linea di circa una settantina di chilometri verso nord, fino a raggiungere la Old Carle Wagon Road che conduceva al sito minerario di Knik River.
Tre anni più tardi lo stesso governo degli Stati Uniti, presieduto dal presidente William Howard Taft, istituì una commissione di indagine per progettare un eventuale collegamento che raggiungesse Fairbanks, all'epoca la città più popolosa dell'Alaska, a più di seicento chilometri a nord di Seward.
Malgrado l'impresa potesse sembrare ardua per le estreme condizioni climatiche dei lunghi mesi invernali e per il contesto orografico della zona, il progetto ebbe inizio. Tuttavia nel 1914 la Northern Alaska Railroad si trovò sull'orlo del fallimento e pertanto si rese necessario l'intervento del Congresso, che deliberò un finanziamento di 35 milioni di dollari facendosi carico del progetto complessivo e acquistando anche una breve linea ferroviaria a scartamento ridotto che già collegava Fairbanks a Moose Creek, vicino Tanana Valley.
Il quartier generale dell'intera operazione divenne Ship Creek, poco più di un villaggio che in seguito diventò Anchorage, divenuta in seguito la città più popolosa dell'Alaska.

### Il completamento

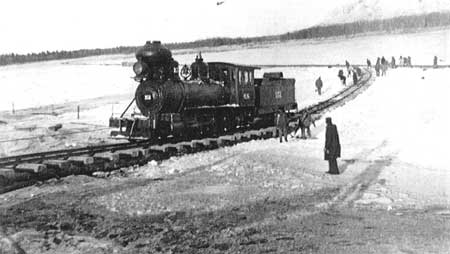
Una locomotiva a vapore mentre attraversa il fiume Tanana nei pressi di Nenana nel 1923

La compagnia ferroviaria venne rinominata Alaska Railroad Corporation e nel febbraio del 1923 venne completata la ferrovia con la conclusione dei lavori del Mears Memorial Bridge che, con i suoi 213 metri di campata unica, diventò il ponte ferroviario più lungo degli Stati Uniti.

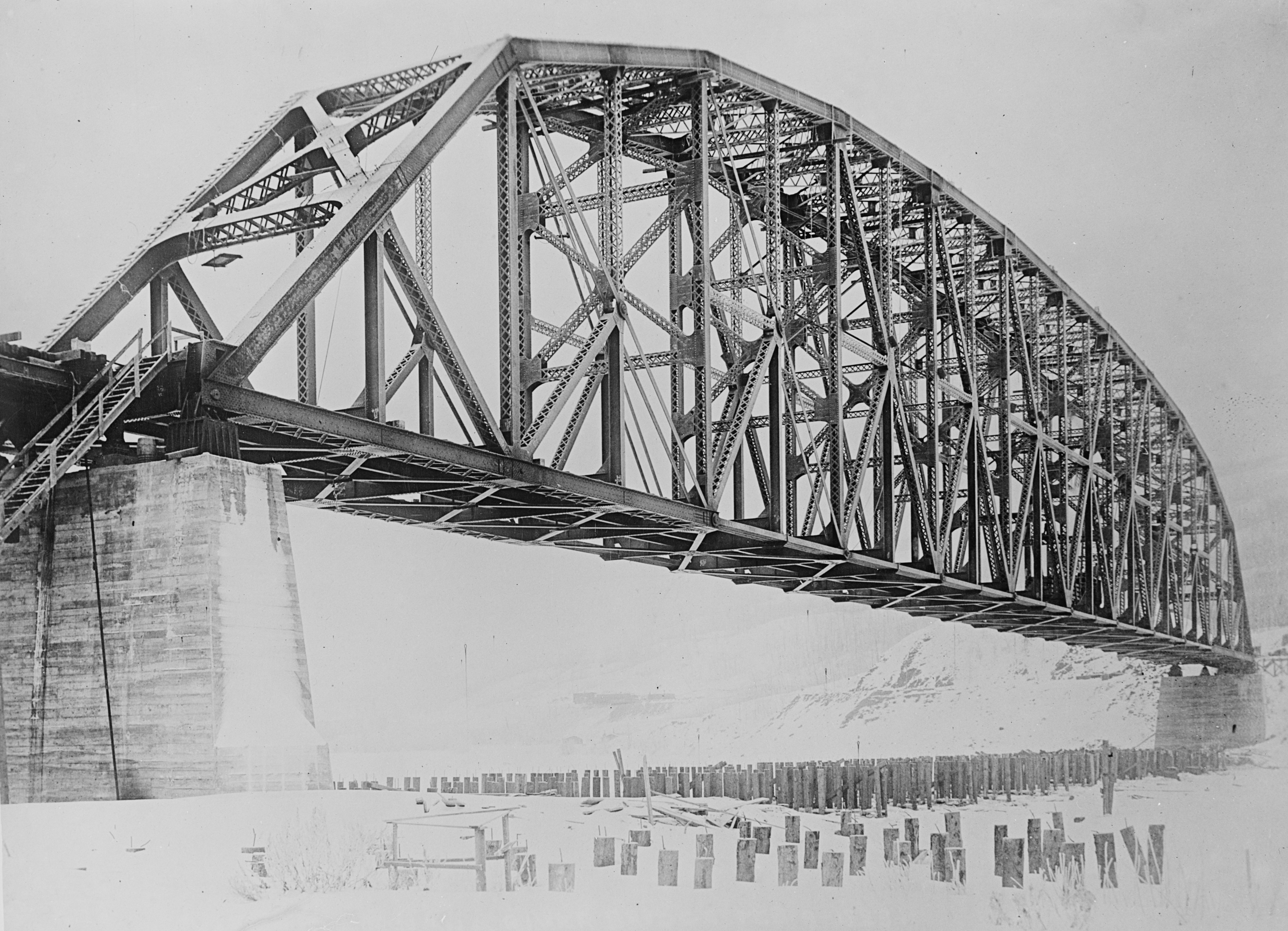
Il Mears Memorial Bridge completato nel 1923

L'infrastruttura fu inaugurata personalmente dal presidente Warren Gamaliel Harding e nel 1930 i bilanci della Alaska Railroad Corporation registrarono i primi saldi positivi. Tuttavia il picco dei profitti venne ottenuto nel 1938 sotto la direzione del colonnello Otto F. Ohlson e un ulteriore incremento degli introiti vi fu durante la seconda guerra mondiale, grazie al trasporto di svariate tonnellate di forniture militari e civili.

### Il periodo bellico
Nel 1943 la Alaska Railroad Corporation investì in nuove opere come l'Anton Anderson Memorial Tunnel scavato attraverso la Maynard Mountain per collegare via terra il piccolo porto della base militare di Whittier, di importanza strategica per il rifornimento di carburante e materiale bellico.
A partire dal 1944 vennero introdotte le prime locomotive diesel e nel 1947 venne inaugurato il nuovo treno Aurora Steamliner sulla tratta che collega Anchorage a Fairbanks; le ultime locomotive a vapore vennero dismesse nel 1966.

### Il terremoto del 1964

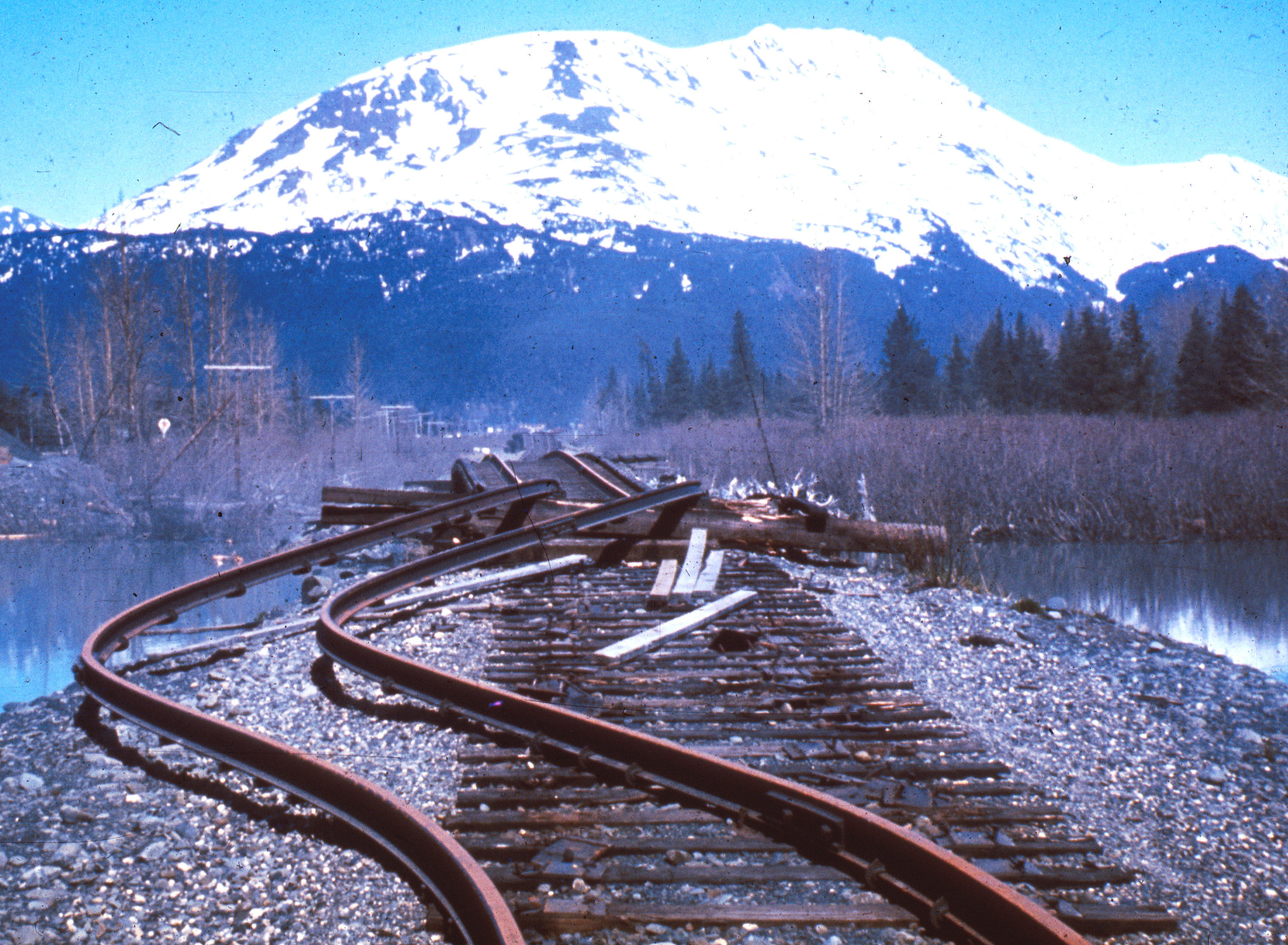
Un tratto della linea ferroviaria danneggiato dal terremoto del 27 marzo 1964

Il 1964 fu segnato dal devastante terremoto di magnitudo 9,2, il più potente finora registrato in nord America, che causò ingenti danni alla ferrovia e alla stazione di Seward per oltre 30 milioni di dollari. Nonostante la gravità della catastrofe la linea venne parzialmente ripristinata già il 6 aprile successivo garantendo nuovamente i collegamenti tra Anchorage e Fairbanks.

### L'indipendenza

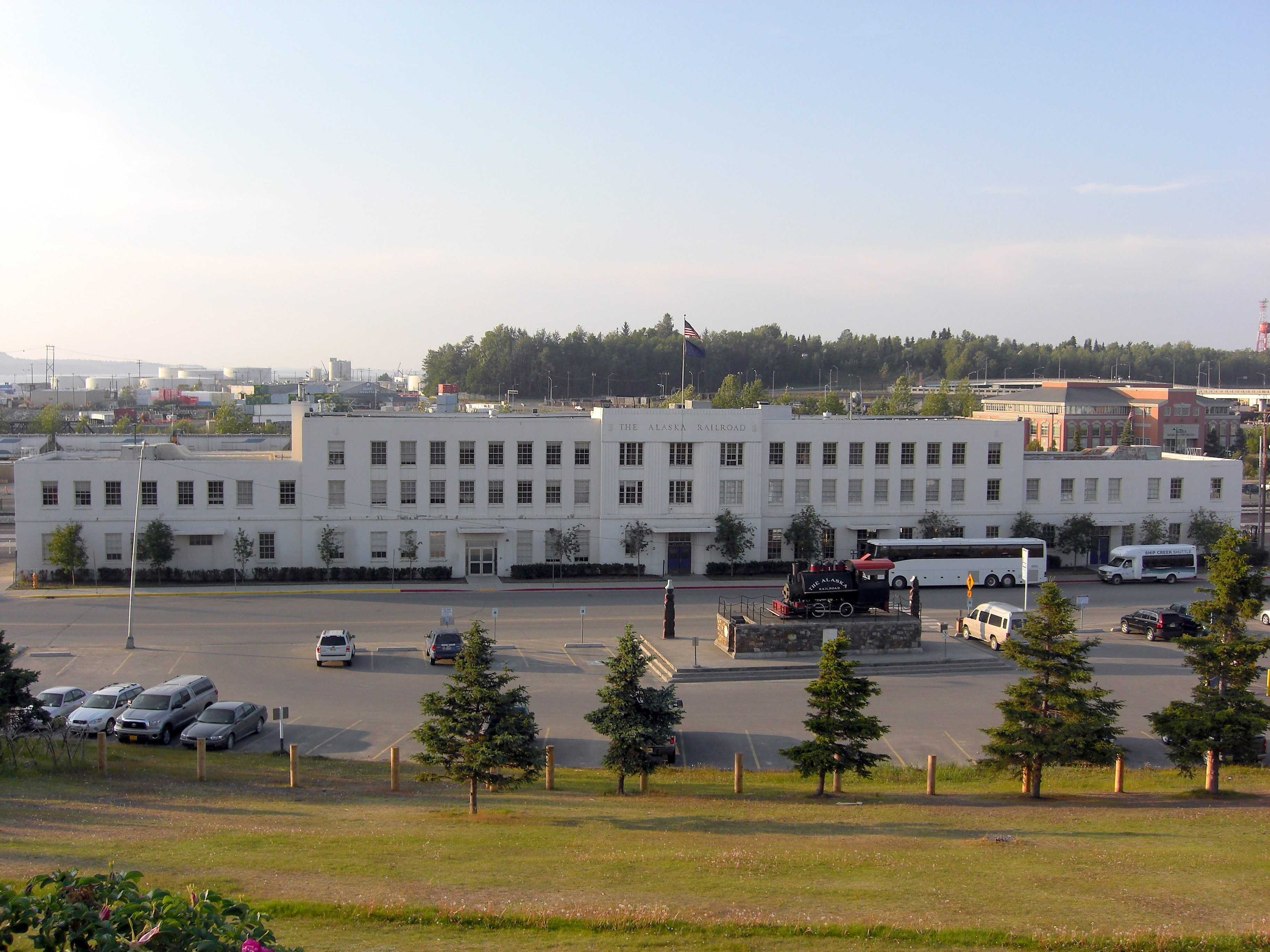
La storica sede della Alaska Railroad Corporation ad Anchorage

Tra il 1970 e il 1975 la Alaska Railroad Corporation contribuì alla costruzione dell'oleodotto Trans Alaska che collega tuttora il giacimento di Prudhoe Bay con lo scalo portuale di Valdez, all'estremità meridionale opposta, attraversando longitudinalmente tutta l'Alaska per oltre 1280 chilometri.
Nel 1983 il presidente degli Stati Uniti Ronald Reagan firmò la normativa che consentì il passaggio di proprietà della Alaska Railroad Corporation dalla Federal Railroad Administration allo stato dell'Alaska che, nel 1985, acquistò il pacchetto azionario della compagnia ferroviaria per 22,3 milioni di dollari e investì altri 70 milioni per l'acquisto di nuove motrici, di materiale rotabile e per opere di manutenzione straordinaria. Tuttavia il contratto di acquisto negoziato con Washington comprese una clausola cautelativa che vietò il pagamento dei dividendi o la liquidazione del capitale della compagnia ferroviaria a favore dei nuovi investitori (tra cui l'Alaska Permanent Fund) o allo stesso stato federale dell'Alaska.
Nel corso dei primi anni ottanta la Alaska Railroad Corporation stipulò accordi con le scuole secondarie superiori per la formazione didattica di personale ferroviario e addetti di sala, anche in vista delle collaborazioni che la compagnia ferroviaria mise in atto con l'industria delle crociere che alimenta tuttora il turismo delle coste della Alaska.
Una nuova calamità naturale colpì duramente l'Alaska nel 1986, anno di violenti nubifragi e allagamenti, che causarono nuovi danni anche alle infrastrutture ferroviarie, danneggiando gravemente i due principali ponti della linea, con danni complessivi per circa 3 milioni di dollari. Malgrado la sciagura il servizio venne ripristinato in sole due settimane.
A partire dagli anni novanta si registrò un aumento dell'utenza di passeggeri raggiungendo un totale di 436.964 passeggeri nel 1989 e, sotto la presidenza del nuovo amministratore delegato Frank G. Turpin la ferrovia vide un incremento delle merci trasportate. Nel 1996, sotto la presidenza di Bill Sheffiled, si registrò un nuovo picco di passeggeri trasportati, che raggiunsero i 512.000 annui e venne superato anche il record di utili, incassando oltre 8 milioni di dollari.
Nel 1999 venne riaperto l'Anton Anderson Memorial Tunnel dopo svariati mesi di lavori per consentire la conversione all'uso misto ferroviario e stradale della galleria che collega il piccolo villaggio portuale di Whittier. L'anno successivo la Alaska Railroad Corporation scelse di rinnovare la gestione del sistema di sicurezza della linea introducendo il sistema informatico del traffico e il servizio di prenotazione via internet. Inoltre la compagnia inaugurò la prima tratta turistica da Seward a Denali, in corrispondenza dell'omonimo parco naturale.
Nel 2004 la ferrovia dell'Alaska ricevette la certificazione di migliore ferrovia dell'anno dall'EH Harriman Memorial per il minor numero di sinistri e il buon livello di informatizzazione in ambito di servizi e di sicurezza.
L'anno seguente venne inaugurata la nuova sede dell'Anchorage Operation Center che ospita finalmente in un'unica sede tutti i sistemi informatici di gestione della linea ferroviaria.
Le inondazioni del 2006 causarono nuovi danni alla linea nel tratto compreso tra Anchorage e Fairbanks ma i collegamenti furono nuovamente ripristinati in meno di 48 ore.

### L'eventuale sviluppo della linea a nord e le ipotesi di collegamento con il Canada

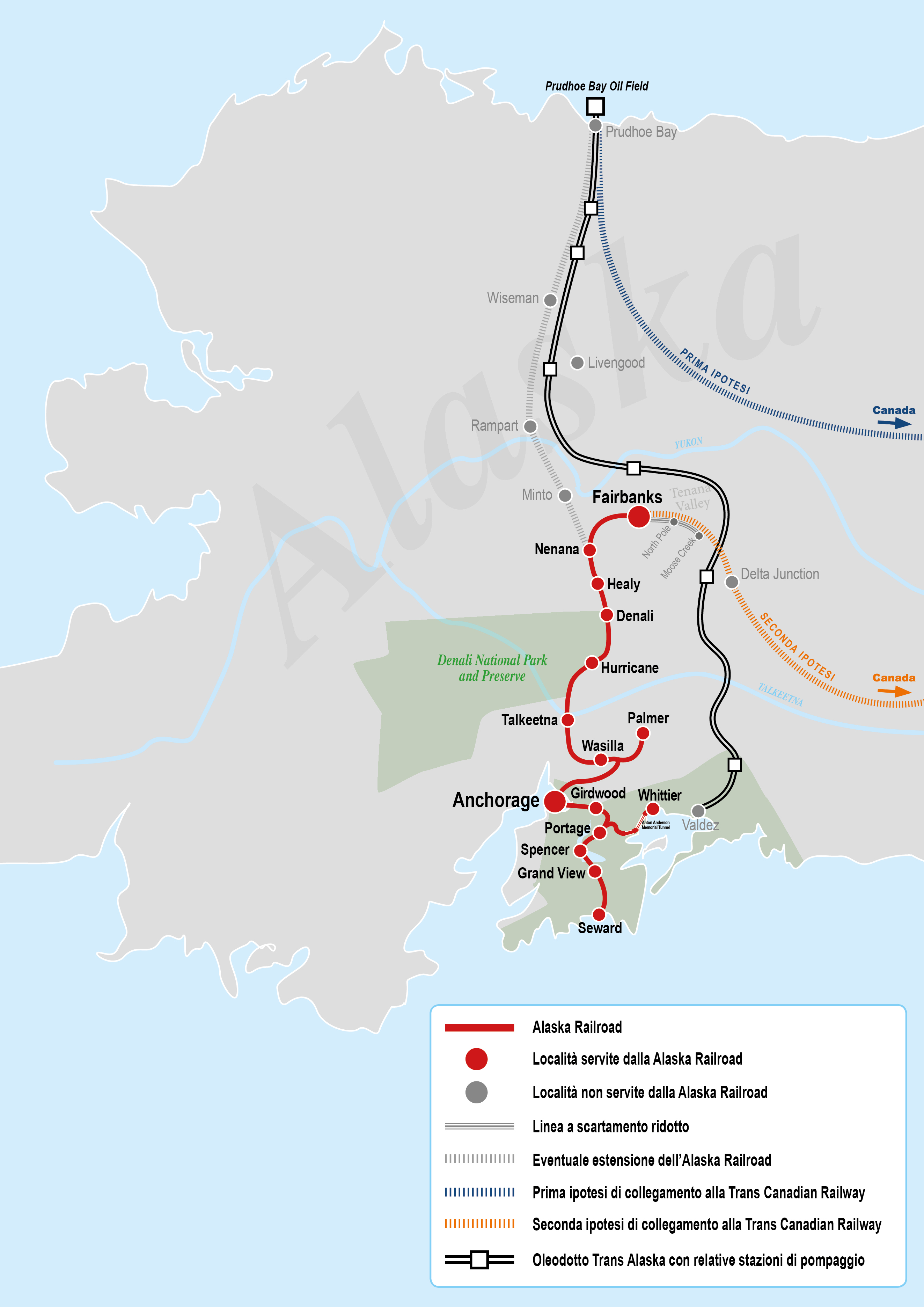
La mappa comprensiva delle possibili ipotesi di espansione

Da alcuni anni sono allo studio alcune soluzioni per consentire l'estensione della linea ferroviaria verso la costa nord, mirando a collegare il villaggio di Prudhoe Bay e i relativi centri abitati lungo il percorso. La stima di tale opera prevederebbe la realizzazione di almeno altri 800 chilometri di tracciato ferroviario costeggiando la George Parks Highway, che porterebbe l'intera linea a sfiorare la complessiva lunghezza di circa 1.600 chilometri, collegando completamente l'Alaska da nord a sud.
Prudhoe Bay, oltre ad essere il punto di arrivo dell'eventuale futura estensione della linea, sarebbe stata indicata anche come snodo per un ipotetico collegamento con il confinante stato federato canadese dello Yukon, consentendo così di collegare la ferrovia dell'Alaska alla Trans Canadian Railway e quindi al resto della rete ferroviaria del nord America.
A tal proposito nel 1993 il governo degli Stati Uniti, durante l'amministrazione Clinton, istituì una commissione internazionale per analizzare le ipotesi di realizzazione di questo nuovo tracciato ferroviario, interpellando anche il governo del Canada. Tuttavia dallo studio del progetto, condotto con la collaborazione dello stato federato canadese dello Yukon, scaturì una nuova e più breve  ipotesi di tracciato che potrebbe collegare la linea canadese partendo dalla località di Delta Junction, a sud est di Fairbanks.
Malgrado l'impegno profuso, il governo del Canada presieduto dal Primo Ministro Jean Chrétien (1993-2004) e le successive legislature presiedute da Paul Martin (2004-2006) e Stephen Harper (2006-2015) continuarono a negare l'adesione al progetto, pur incontrando l'interessamento del governo dello stato federato canadese dello Yukon.

### Cronotassi dei direttori generali
- Col. Federico Mears (1919-1923) In origine fu capo della ferrovia in qualità di presidente della Alaska Engineer Commission
- Col. James Gordon Steese (1923-1923)
- Lee H. Landis (1923-1924)
- Noel W. Smith (1924-1928)
- Col. Otto F. Ohlson (1928-1945)
- Col. John P. Johnson (1946-1953)
- Frank E. Kalbaugh (1953-1955)
- Reginald N. Whitman (1955-1956)
- John H. Lloyd (1956-1958)
- Robert H. Anderson (1958-1960)
- Donald J. Smith (1960-1962)
- John E. Manley (1962-1971)
- Walker S. Johnston (1971-1975)
- William L. Dorcy (1975-1979)
- Steven R. Ditmeyer (1979-1980)
- Frank H. Jones (1980-1985)
- Frank Turpin, (1985-1991) Primo presidente in carica dopo la privatizzazione
- Robert Hatfield, Jr. (1991-1997)
- Bill Sheffield (1997-2001)
- Patrick K. Gamble (2001-2010)
- Christopher Aadnesen (2010-2013)
- Bill O'Leary (in carica dal 2013)

## Caratteristiche

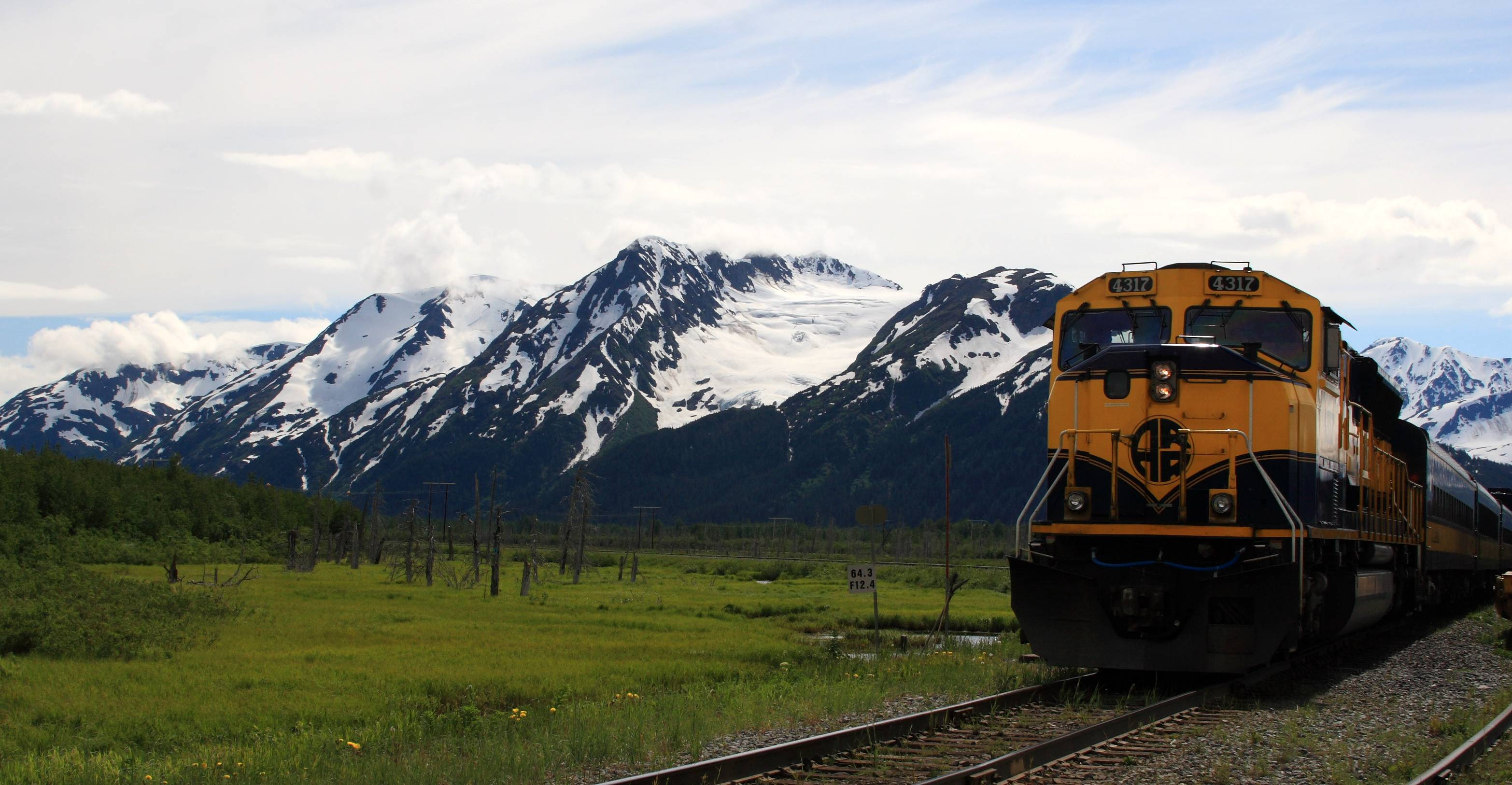
Un convoglio sulla ferrovia dell'Alaska con sullo sfondo il ghiacciaio Spencer

La ferrovia dell'Alaska è costituita da circa 760 chilometri di binari a scartamento standard 1.435 mm prevalentemente a binario unico, con  svariati ponti e sottopassi; nel tratto che conduce al piccolo villaggio portuale di Whittier sono presenti le uniche due gallerie dell'intera linea di cui una, l'Anton Anderson Memorial Tunnel, di 4,32 chilometri a uso misto stradale e ferroviario.
A seconda delle condizioni meteorologiche e per via della particolare conformazione orografica della zona, la velocità massima dei convogli è di 95 chilometri all'ora ma mediamente si assesta su una velocità di circa 50 chilometri orari.
Secondo la valutazione dell'Association of American Railroads la Alaska Railroads è considerata una compagnia ferroviaria "Class II", ovvero una rete ferroviaria regionale di medie dimensioni.

### Percorso
Il percorso collega la zona centromeridionale dell'Alaska da Seward a Fairbanks, transitando per Anchorage e collegando lungo il percorso i seguenti centri abitati da sud a nord: Grand View, Spencer, Portage, Whittier, Girdwood, Palmer, Wasilla, Denali, Healy e Nenana. Oltre Fairbanks sussiste una linea minore a scartamento ridotto che collega la periferia della città ai sobborghi di Tenana Valley ed Eielson, prevedendo fermate a North Pole e Moose Creek.

## Traffico

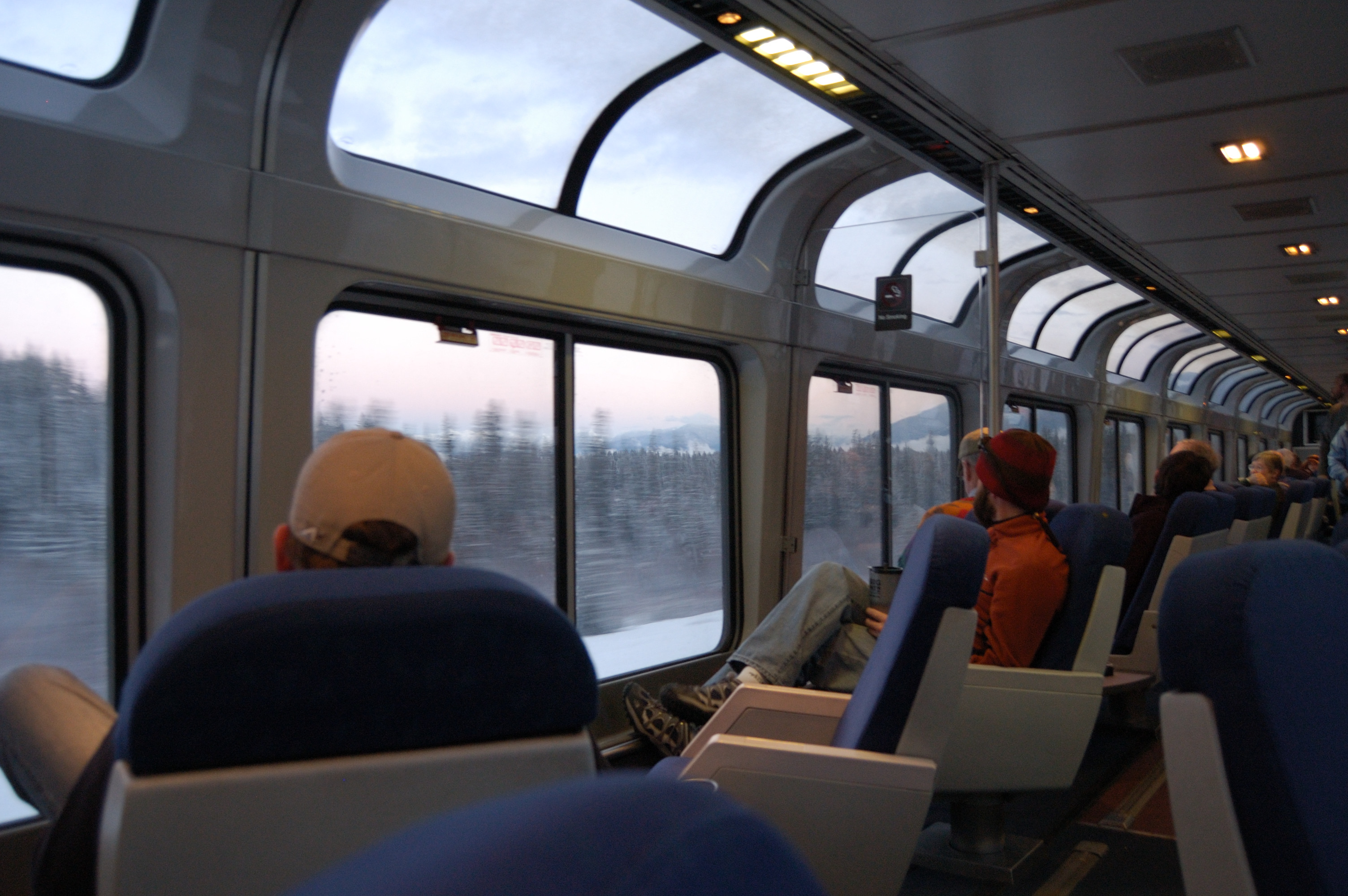
Una vettura con finestrini panoramici analoga a quelle circolanti sulla ferrovia dell'Alaska

La ferrovia dell'Alaska fra il XX e il XXI secolo ha visto un incremento dei passeggeri grazie alla presenza di turisti concentrata prevalentemente nei mesi estivi. A tal proposito la compagnia ha investito nell'acquisto di specifiche carrozze panoramiche dotate di ristorante, terrazze e ampie superfici vetrate per consentire una migliore visione del paesaggio dei territori attraversati.

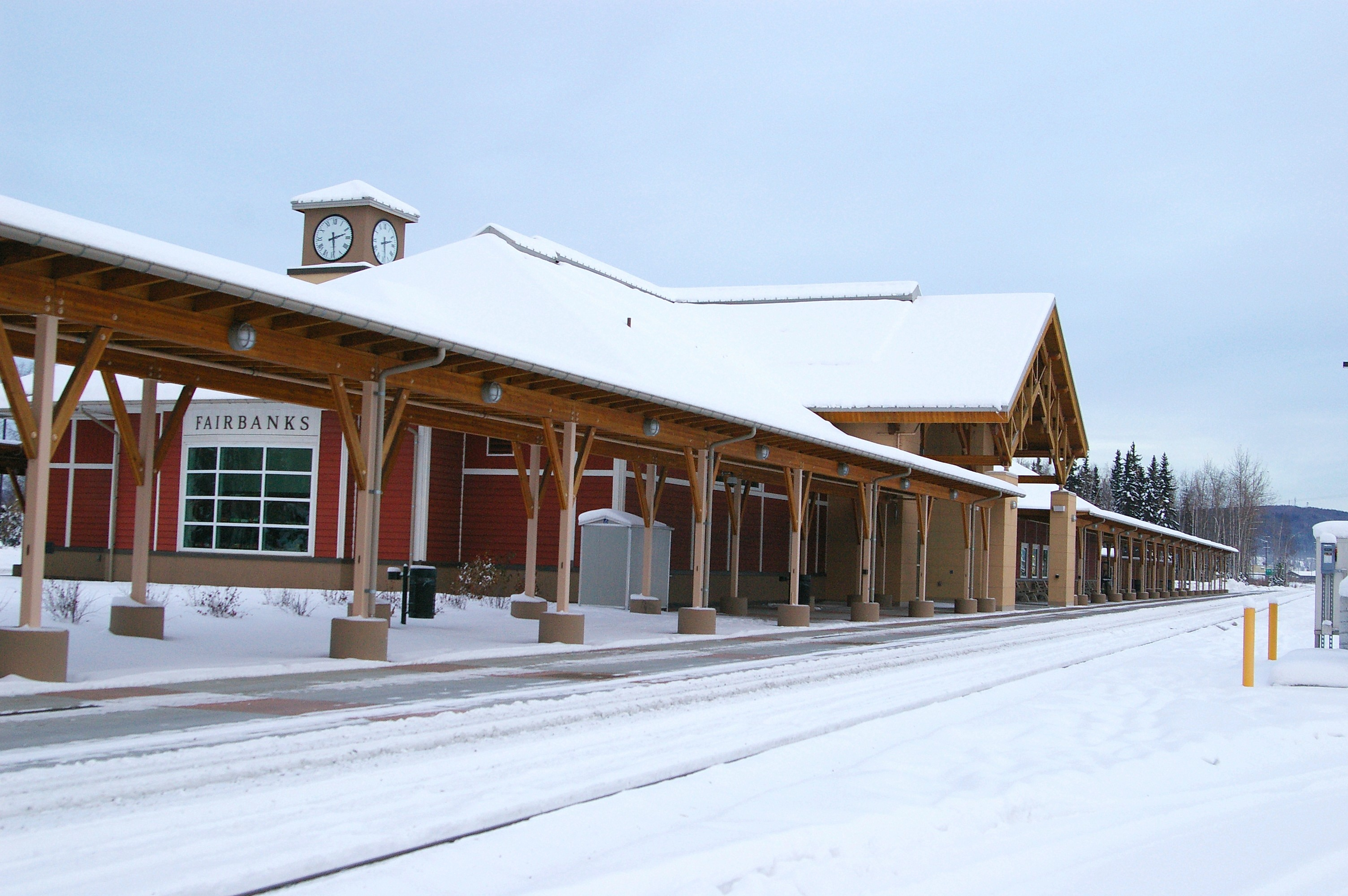
L'attuale stazione di Fairbanks

Con il tempo si sono consolidati anche molti rapporti commerciali con le principali compagnie di crociera che fanno scalo nei principali porti dell'Alaska e su alcuni convogli è addirittura possibile caricare al seguito vetture e minibus delle compagnie di navigazione che prevedono escursioni programmate presso i vari parchi naturali presenti sul territorio.

### IlDenali Star
Il Denali Star è il principale servizio turistico estivo che comprende la tratta che collega Anchorage a Fairbanks. Copre una distanza di 573 chilometri per una durata di circa 12 ore per tratta, con fermate al ritorno nelle località di Talkeetna e al Parco nazionale del Denali. Il Denali Star è in funzione soltanto tra i mesi di maggio e settembre.

### L'Aurora Winter
L'Aurora Winter è il servizio turistico invernale che comprende la stessa tratta del Denali Star nei giorni di fine settimana ed è in funzione soltanto tra i mesi di settembre e maggio.

### IlCoastal Classic
Il Coastal Classic è il servizio turistico che comprende la tratta che parte da Anchorage e si snoda lungo braccio Turnagain, prima di dirigersi a sud verso la penisola di Kenai, raggiungendo il porto di Seward. Questa tratta copre una distanza di 183,5 chilometri per una durata di circa quattro ore e mezzo.

### IlGlacier Discovery
Il Glacier Discovery è il servizio turistico che comprende la breve tratta che parte da Anchorage e raggiunge il piccolo villaggio di Whittier per una breve sosta attraversando l'Anton Anderson Memorial Tunnel. Al ritorno raggiunge la vicina località di Grandview e ritorna ad Anchorage in serata.

### LoHurricane Turn
Lo Hurricane Turn è una tratta molto importante poiché serve la zona di Talkeetna e Hurricane, in cui vi è scarsità di strade percorribili in automobile. Tuttavia è utilizzato anche per spostamenti turistici.

### Il servizio di navetta per l'aeroporto di Anchorage
Inoltre alla periferia di Anchorage è presente un breve tratto ferroviario che collega l'Aeroporto Internazionale di Anchorage "Ted Stevens", utilizzato prevalentemente durante la stagione estiva per il servizio di navetta tra lo scalo aeroportuale e il vicino porto a vantaggio delle navi da crociera. Nel 2006 il servizio fu attivato temporaneamente anche durante lo svolgimento del congresso della Alaska Federation of Natives per garantire il trasporto dei delegati dall'aeroporto alle strutture alberghiere.

## Materiale rotabile

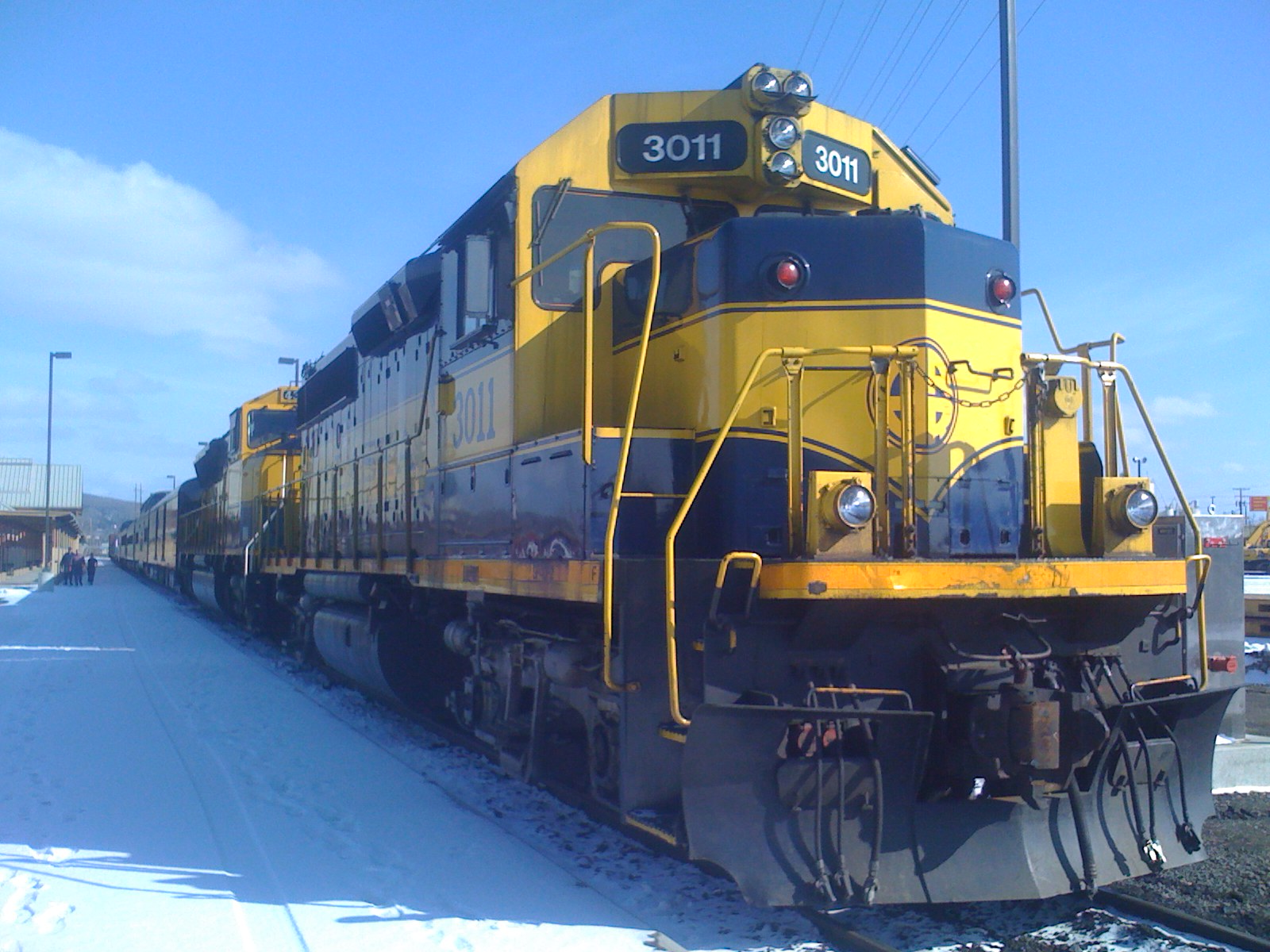
Una locomotiva Diesel EMD GP40-2S

Al 1936 le ARR possedeva 27 locomotive a vapore, 16 automotrici, 40 carrozze e  858 carri.
Oggi la flotta è costituita da ventotto locomotive Diesel SD70MAC da 2,98 MW di potenza ciascuna, quindici locomotive EMD GP40-2S, otto locomotive EMD GP38-2S, due locomotive di soccorso e circa un centinaio di carrozze passeggeri, alcune a due piani e dotate di ristorante, terrazze e ampie superfici vetrate destinate ai convogli turistici; altrettanti sono i vagoni merce.
Tutto il materiale rotabile della compagnia è caratterizzato dalla livrea ufficiale che riporta i colori della compagnia: blu scuro e giallo.

## Galleria d'immagini

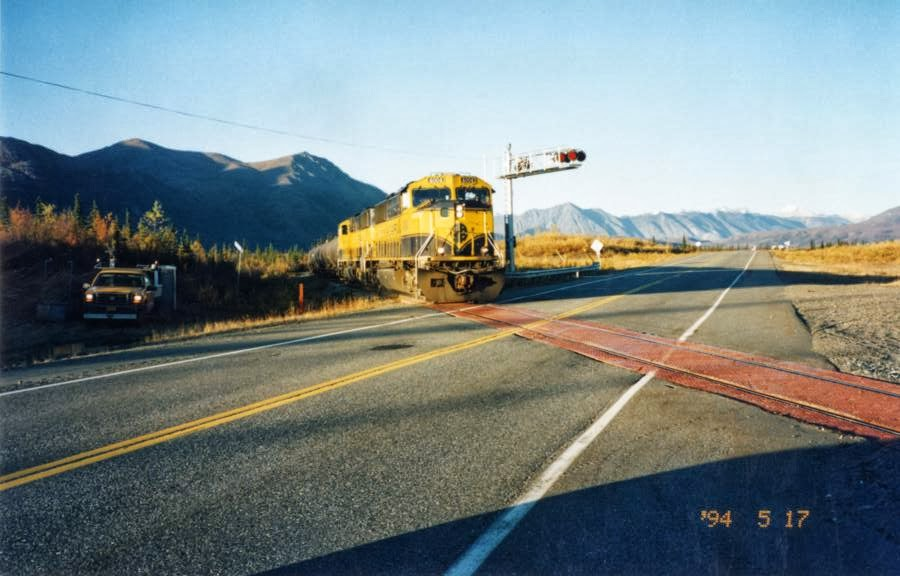
Un passaggio a livello della George Parks Highway
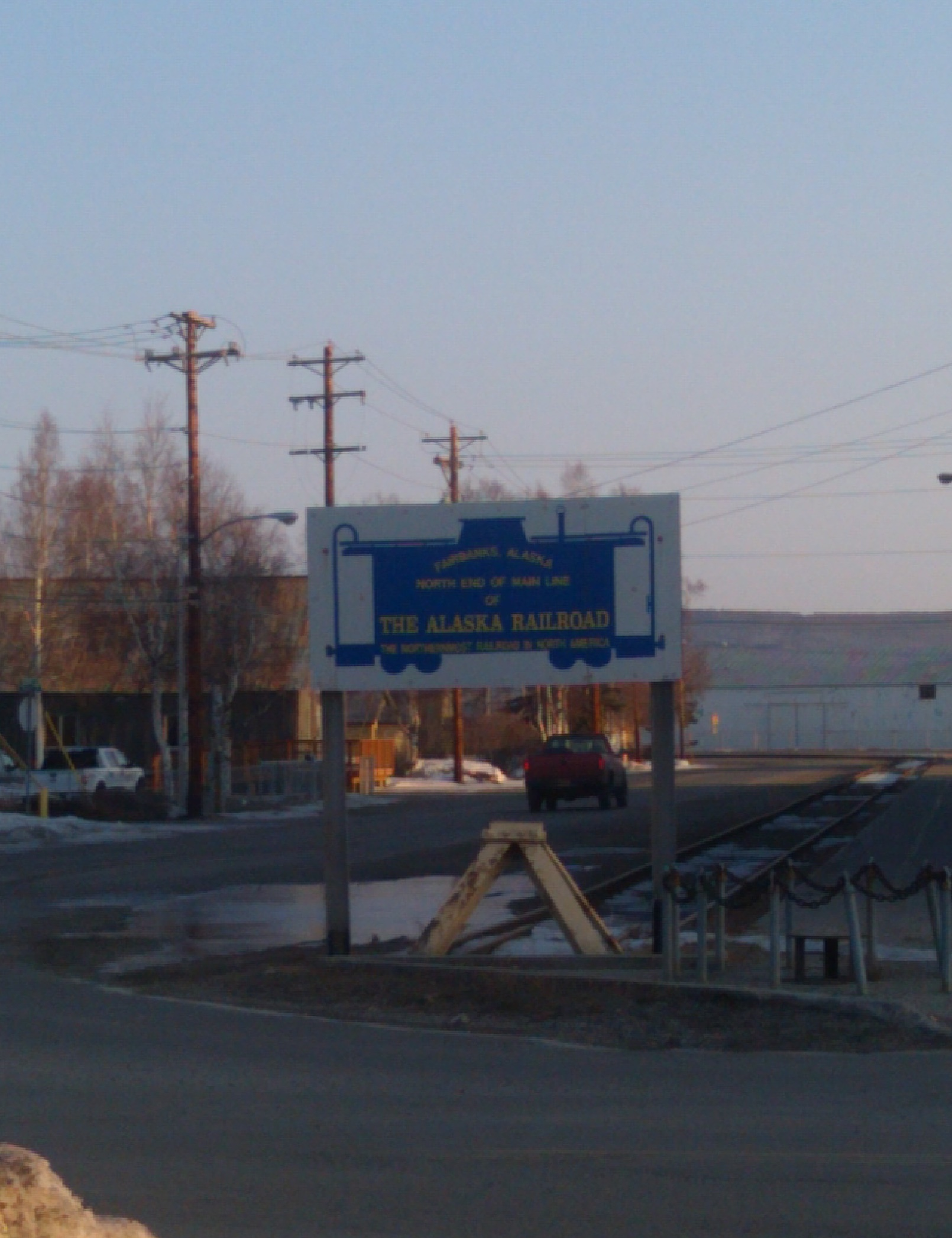
Verso il termine della linea a Fairbanks
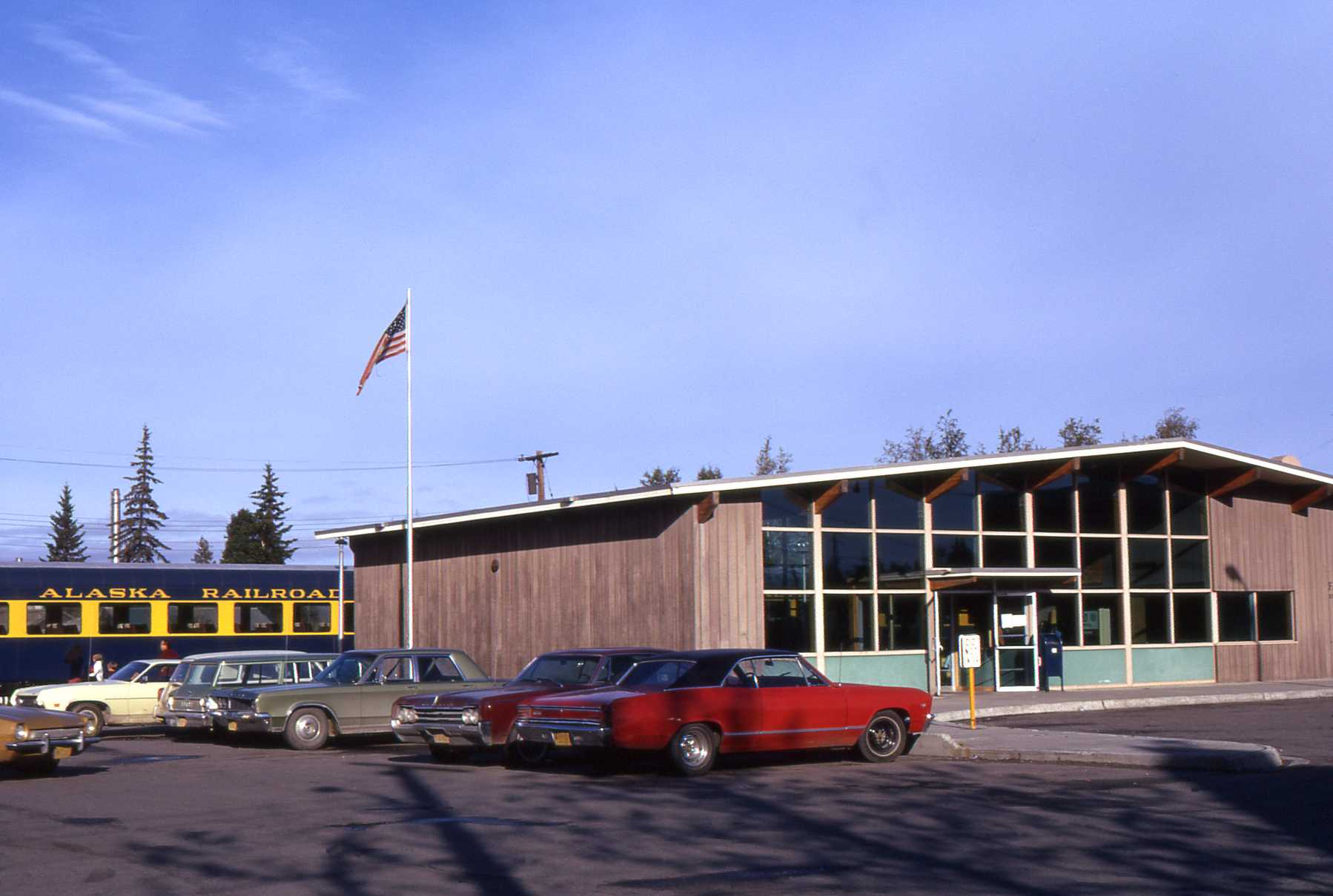
Un'immagine della vecchia stazione di Fairbanks nel 1972.